# Pika Édition
Pour les articles homonymes, voir Pika (homonymie).
Pika Édition est une maison d'édition française spécialisée dans le manga fondée en 2000.

## Historique
Pika Édition est dirigée par Alain Kahn depuis sa création, en 2000, à la suite de la disparition de sa société Média Système Édition. Pierre Valls en est le directeur éditorial jusqu'à décembre 2011. Il est remplacé par Kim Bedenne jusqu'à l'été 2015. Depuis novembre 2015, c'est Mehdi Benrabah qui occupe le poste. Le siège de la société se situe à Vanves.
Le magazine de prépublication de manga mensuel Shōnen Collection est créé en 2003. Après 30 numéros, Pika annonce le 27 octobre 2005 la cessation de parution du magazine pour non-rentabilité, en commun accord avec son partenaire Kōdansha. Le numéro sorti fin novembre 2005 est le dernier de la série.
À partir de 2005, Pika produit ses propres bandes dessinées au format manga. Les premières créations, Dys et Dreamland, sont prépubliées dans le Shōnen Collection dans le sens de lecture japonais pour coller au reste du magazine ; à la suite de cela, ces séries continuent d’être publiées dans ce sens de lecture.
Début 2007, Pika est rachetée par Hachette Livre,,,.
En 2015, Pika Édition se lance dans la publication en simultané avec le Japon des chapitres, avec comme premier titre L'Attaque des Titans.
En 2016, la maison d'édition lance son label Pika Roman.
En 2016, Hachette Livre fait l'acquisition du catalogue de la maison d'édition nobi nobi ! qui intègre celui de Pika Édition.

### Documentation
- Pierre Walls (int. par Kara), « Pierre Walls, le Pika che », BoDoï, no 54,‎ juillet 2002, p. 86.